# Jack Catran
Jack Catran, född 22 januari 1918 i Brooklyn i New York, död 18 januari 2001 i Riverside i Kalifornien, var en amerikansk ingenjör, psykolog, och lingvist. Catran har skrivit ett flertal verk som Is there intelligent life on earth? och Walden Three.

## Biografi
Catran föddes i en sefardisk judisk familj i Brooklyn i New York och växte upp i grannskapet i Bensonhurst där han började delta i vaudevilleteater under 1930-talet och 1940-talet, och blev också intresserad av vetenskap. Han hade slutat gymnasiet men flyttade till Los Angeles 1941 där han studerade i Chouinard Art Institute under G.I. Bill. Han återvände till skolan på USC och UCLA där han tog sin magisterexamen i psykologi. Han började undervisa i teknisk illustration och perspektivritning vid Van Nuys High School, Van Nuys Adult School och San Fernando High School där han använde experimentell psykologiteknik i sina metoder. Han började då också sin karriär som teknisk industriell designer för flygindustrin i Los Angeles. Han studerade senare vid University of London för att avlägga sin doktorsexamen i psykologi. Han började arbeta för NASA:s Apolloprogram som ingenjör inom området mänskliga faktorer. Samtidigt var han redaktör för tidskriften Feedback. Han blev också president för Beth Daiah Temple  och instruktör vid det experimentella California State University, Northridge, där han undervisade i kontroversiella kurser som "Charm and Sex Appeal."
I början av 1980-talet skrev han en rad artiklar i The New York Times, i Chicago Tribune, The Los Angeles Times, Newsweek, och The Humanist som svar på försök från vissa kosmologer, främst Carl Sagan, att teoretisera och lokalisera existensen av intelligent liv i den yttre rymden. År 1980 skrev han den undergroundklassikern Is There Intelligent Life On Earth som grundligt försökte motbevisa hela idén om SETI. I boken hävdade han också att det globala monetära systemet är den centrala orsaken till samhälleliga sjukdomar och att så småningom penningsystemet skulle ge plats för ett penningfritt tekniskt styrt samhälle, som skulle eliminera avfall, fattigdom och brottslighet. Han var också en av få forskare som hävdade att människan antagligen är ensamma i universum. Catran medverkade i radio och tv och argumenterade för sin ståndpunkter. Ett nationell tv-program försökte arrangera en debatt mellan Catran och Sagan, men Sagan avböjde den.
Senare blev Catran intresserad av lingvistik och blev konsult för 20th Century Fox. Han tränade sådana skådespelare som John Belushi och Richard Burton till att tala med olika accenter. Han skulle så småningom skriva en serie böcker och ljudband med titeln How To Speak English Without A Foreign Accent som gav övningar på femton olika språk för talare att undvika accenter. Han blev en framträdande värd för en radioshow på 1980- och 1990-talet i Los Angeles-området, värd för en show på KGIL där han hjälpte uppringare att eliminera sina accenter.
Catran publicerade Walden Three 1988. Som en filosofisk och ideologisk orientering om B.F. Skinners Walden Two, var den ett 422-sidig science fiction scenario med enstaka delar av biografiska memoarer, som båda centrerade på Jacque Frescos liv och filosofi  via den pseudonyma huvudpersonen "Jack Tedesco."